# Fakirhat
Fakirhat (en bengali : ফকিরহাট) est une upazila du Bangladesh dans le district de Bagerhat. En 1991, on y dénombrait 123 956 habitants.